# 박영숙 (양궁인)
박영숙(1960년 8월 4일~)는 대한민국의 양궁 출신 양궁 지도자, 양궁 심판이다.